# Марлоу (фільм)
«Марлоу» (англ. Marlowe) — неонуарний трилер режисера Ніла Джордана за сценарієм Вільяма Монахена, який є адаптацією роману Джона Бенвіла «Чорноока блондинка» 2014 року. Ліам Нісон виконає роль приватного детектива Філіпа Марлоу, вигаданого персонажа, створеного Реймондом Чендлером. Також у ролях: Дайан Крюгер, Джессіка Ленґ, Адевале Акінуойє-Агбадже, Алан Каммінг, Денні Г'юстон, Ієн Гарт, Колм Міні, Даніела Мельхіор і Франсуа Арно. Прем’єра фільму відбулася 24 вересня 2022 року на 70-му міжнародному кінофестивалі в Сан-Себастьяні. Спочатку вихід стрічки був запланований на 2 грудня 2022 року, але потім він перенесений на 15 лютого 2023 року.

## У ролях
| Актор                    | Роль              |
| ------------------------ | ----------------- |
| Ліам Нісон               | Філіп Марлоу      |
| Діане Крюгер             | Клер Кавендіш     |
| Джессіка Ленґ            | Дороті Квінкеннон |
| Адевале Акінуойє-Агбадже | Седрік            |
| Алан Каммінг             | Лу Гендрікс       |
| Денні Г'юстон            | Флойд Генсон      |
| Ієн Гарт                 | Джо Грін          |
| Колм Міні                | Берні Олс         |
| Даніела Мельхіор         | Лінн Петерсон     |
| Франсуа Арно             | Ніко Петерсон     |
| Патрік Малдун            | Річард Кавендіш   |

## Виробництво
«Марлоу» — 100-й фільм у кар'єрі Ліама Нісона. 13 березня 2017 року було оголошено, що Нісон зіграє детектива Філіпа Марлоу, вигаданого персонажа, створеного Реймондом Чендлером. Сценарій був написаний Вільямом Монаханом за романом ірландського письменника Джона Бенвіла «Чорноока блондинка» 2014 року. У червні 2021 року Ніл Джордан підписав контракт на посаду режисера. Основні зйомки відбувалися протягом двох місяців, починаючи з листопада 2021 року. Того ж місяця стало відомо про акторський склад. Зйомки зовнішніх сцен у Лос-Анджелесі проходили в Барселоні, а внутрішні сцени знімалися в Дубліні.

## Реліз
Світова прем’єра «Марлоу» відбулася 24 вересня 2022 року як фільм закриття 70-го міжнародного кінофестивалю в Сан-Себастьяні. Спочатку вихід стрічки був запланований на 2 грудня 2022 року, але потім він перенесений на 15 лютого 2023 року.

## Зовнішні посилання
- Марлоу на сайті IMDb (англ.)